# Association internationale Dark Sky
L'Association Internationale Dark Sky (International Dark-Sky Association, IDA, Dark-Sky en anglais pouvant être traduit par « ciel étoilé ») est une organisation à but non lucratif basée aux États-Unis et constituée en 1988 par les fondateurs David Crawford (en), astronome professionnel, et Tim Hunter (en), médecin et astronome amateur. La mission de l'IDA est de « préserver et protéger l'environnement nocturne et notre héritage de ciel noir grâce à un éclairage extérieur de qualité ». 
La pollution lumineuse est le résultat d'un éclairage extérieur qui n'est pas correctement protégé, permettant à la lumière de briller dans les yeux et le ciel nocturne. La lumière directe dirigée vers les yeux est appelée éblouissement, et la lumière dirigée vers le ciel nocturne au-dessus de l'horizon provoque un halo lumineux. L'éclairage peut également provoquer une intrusion de lumière lorsqu'il pénètre dans des zones non désirées (par exemple, la cour et les fenêtres d'un voisin). L'IDA a été la première organisation dans le « Mouvement Dark-sky (en) » et en est actuellement la plus grande. 

## Approche principale
L'approche principale de l'IDA consiste à faire prendre conscience de la valeur des ciels nocturnes sombres et étoilés et à encourager leur protection et leur restauration grâce à une éducation sur les problèmes et les solutions, y compris les pratiques d'éclairage extérieur qui créent moins de pollution lumineuse. En 2011, l'organisation comptait environ 5 000 membres dans 70 pays. 

## International Dark Sky Places
Pour sensibiliser le public à ces problèmes, l'IDA a mis en place le programme International Dark Sky Places (« Lieux internationaux de ciel étoilé ») qui vise à « protéger les lieux de panoramas nocturnes exceptionnels pour les générations futures ». 

### Parcs internationaux de ciel étoilé
- Natural Bridges National Monument, Utah, États-Unis, désigné 2006
- Parc d'État de Cherry Springs, Pennsylvanie, États-Unis, désigné 2008
- Galloway Forest Park, Ecosse, Royaume-Uni, désigné 2009
- Zone de protection paysagère du Zselic, Hongrie, désignée en 2009
- Clayton Lake State Park, Nouveau-Mexique, États-Unis, désigné 2010
- Goldendale Observatory State Park (en), Washington, États-Unis, désigné 2010, suspendu 2016, révoqué 2017
- Parc national de Hortobágy, Hongrie, désigné 2011
- The Headlands (en), Michigan, États-Unis, désigné 2011
- Observatory Park (en), Ohio, États-Unis, désigné 2011
- Parc national de Big Bend, Texas, États-Unis, désigné 2012
- Parc national de la vallée de la Mort, Californie, États-Unis, désigné en 2013
- Chaco Culture National Historical Park, Nouveau-Mexique, États-Unis, désigné 2013
- Parc national du Northumberland, Angleterre, Royaume-Uni, désigné 2013
- Parc national de l'Eifel, Allemagne, désigné en 2014
- Mayland Community College (en) Blue Ridge Observatory et Star Park, Caroline du Nord, États-Unis, désignés 2014
- Monument national Grand Canyon-Parashant, Arizona, États-Unis, désigné 2014
- Hovenweep National Monument, Utah et Colorado, États-Unis, désigné 2014[3]
- Copper Breaks State Park (en), Texas, États-Unis, désigné en 2014
- Enchanted Rock, Texas, États-Unis, désignée 2014
- Elan Valley (en) Estate, Pays de Galles, Royaume-Uni, désigné en 2015[4]
- Parc écologique de Yeongyang Firefly, Yeongyang, Corée du Sud, désigné en 2015[5]
- Mayo International Dark Sky Park, comté de Mayo, République d'Irlande, désigné 2016[6],[7]
- Parc national de Warrumbungle, Nouvelle-Galles du Sud, Australie, désigné 2016[8]
- Parc d'État de Dead Horse Point, Utah, États-Unis, désigné 2016
- Parc international de la paix Waterton-Glacier, Alberta, Canada et Montana, États-Unis, désigné 2017[9]
- Makhtesh Ramon, Désert du Néguev, Israël, désigné 2017[10]
- Parc d'État de Kartchner Caverns, Arizona, États-Unis, désigné en 2017[11]
- Parc national de Joshua Tree, Californie, États-Unis, désigné 2017
- Obed Wild and Scenic River, Tennessee, États-Unis, désigné 2017
- Parc d'État du désert d'Anza-Borrego, Californie, États-Unis, désigné en 2018[12]
- Parc national d'Iriomote-Ishigaki, préfecture d'Okinawa, Japon, désigné 2018
- Steinaker State Park (en), Utah, États-Unis, désigné 2018
- Parc national du Grand Canyon, Arizona, États-Unis, désigné 2019
- Parc national et réserve des Great Sand Dunes, Colorado, États-Unis, désigné 2019[13]
- Hehuanshan (en), comté de Nantou, Taïwan, désignée 2019 [14]
- El Morro National Monument, Nouveau-Mexique, États-Unis, désigné 2019[15]

### Réserves internationales de ciel étoilé
- Parc national Aoraki/Mount Cook, île du Sud, Nouvelle-Zélande, désignée 2012
- Parc national des Brecon Beacons, Pays de Galles, Royaume-Uni, désigné 2013
- Central Idaho Dark Sky Reserve (en), Idaho, États-Unis, désigné 2017
- Exmoor National Park (en), Angleterre, Royaume-Uni, désigné 2011
- Réserve internationale de ciel étoilé de Kerry, comté de Kerry, Irlande, désignée en 2014
- Parc national du Mont-Mégantic, Québec, Canada, désigné 2008
- parc national des South Downs, Angleterre, désigné 2016
- Parc naturel de Namib-Rand, Namibie, Afrique, désigné 2012
- Pic du Midi de Bigorre, France, désigné en 2013[16]
- Réserve de biosphère de la Rhön, Allemagne, désignée en 2014
- Réserve internationale de ciel étoilé de la rivière Murray, près de Swan Reach, Australie du Sud, désignée 2019 [17]
- Parc national de Snowdonia, Pays de Galles, désigné en 2015
- Parc naturel de Westhavelland, Allemagne, désigné en 2014
- Parc national des Cévennes, désigné en 2018[16]
- Parc national du Mercantour, désigné en 2019[18]
- Parc naturel régional de Millevaches, désigné en 2021[16]
- Parc naturel régional du Vercors, désigné en 2023[16]

### Communautés internationales de ciel étoilé
- Flagstaff (Arizona), États-Unis, désigné 2001
- Borrego Springs, États-Unis, désigné 2009
- Sercq, Îles Anglo-Normandes, désigné en 2011
- Homer Glen (Illinois), États-Unis, désigné 2011
- Coll (Hébrides intérieures), Écosse, désigné en 2013 [19]
- Dripping Springs (Texas), États-Unis, désigné en 2014
- Beverly Shores, États-Unis, désignée 2014 [20]
- Sedona, Arizona, États-Unis, désignée 2014 [21]
- Westcliffe et Silver Cliff (Colorado), États-Unis, désignés 2015 [22]
- Kaibab Indian Reservation (en), Arizona, États-Unis, désigné 2015 [23]
- Bon Accord, Alberta, Canada, désigné 2015 [24]
- Big Park (Arizona) désigné en 2014
- Horseshoe Bay (Texas), désignée 2015
- Moffat (Écosse), désigné 2016
- River Oaks (Texas), Dark Sky Friendly Development of Distinction, désigné 2017
- Ketchum (Idaho), désigné en 2017
- Møn & Nyord (Danemark), désigné 2017
- Fountain Hills (Arizona), désignée 2018
- Torrey (Utah), désigné 2018
- Camp Verde, Arizona, désigné 2018
- Wimberley et Woodcreek, Texas désignés 2018

## Sceau d'approbation du luminaire
Pour promouvoir l'utilisation d'un éclairage extérieur responsable qui minimise la pollution lumineuse, l'IDA propose un programme de sceau d'approbation pour les luminaires. Le programme fournit une certification tierce objective pour les produits d'éclairage qui minimisent l'éblouissement, réduisent l'intrusion lumineuse et ne polluent pas le ciel nocturne.